# Kasteel van Edingen

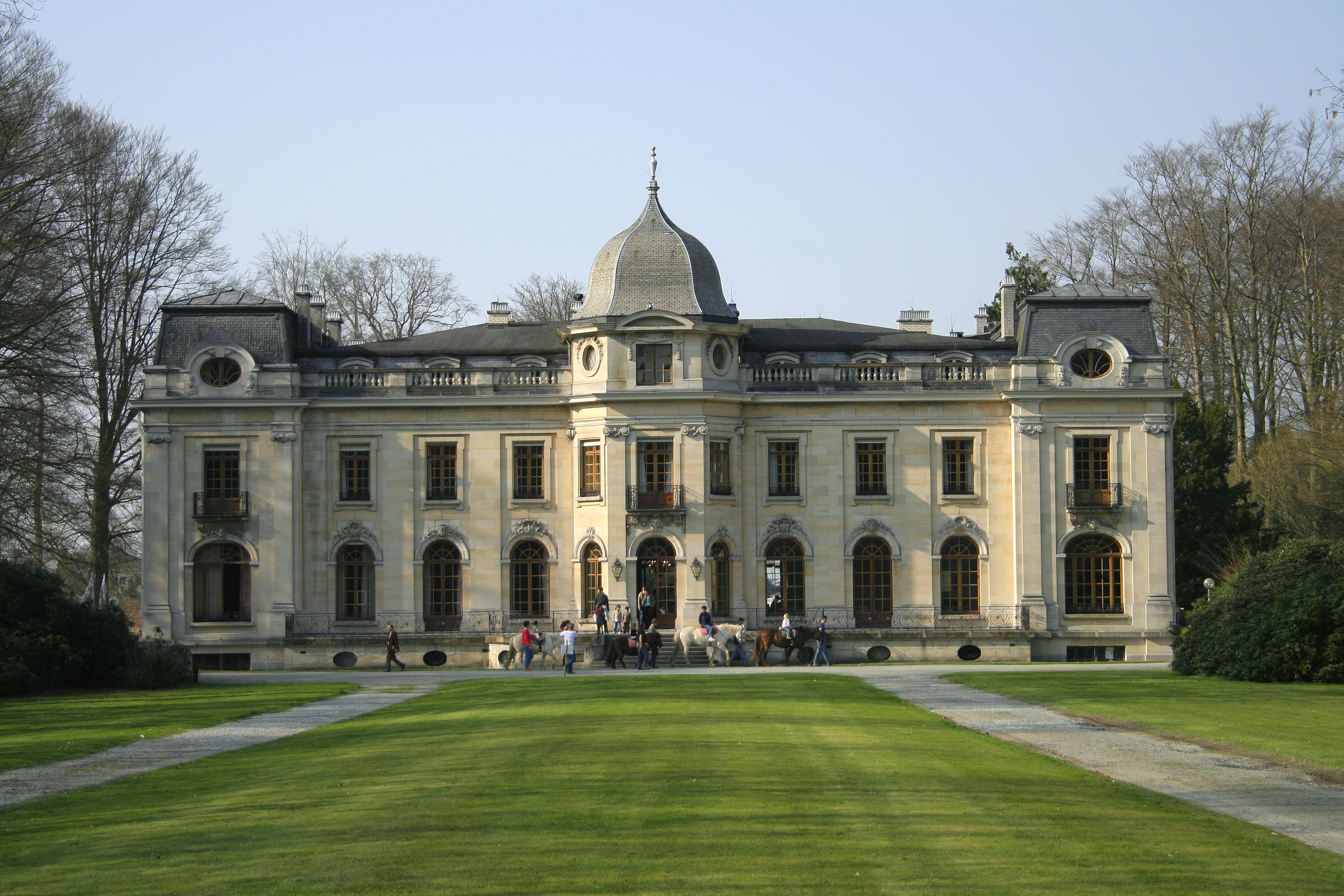
Het kasteel 'Empain'

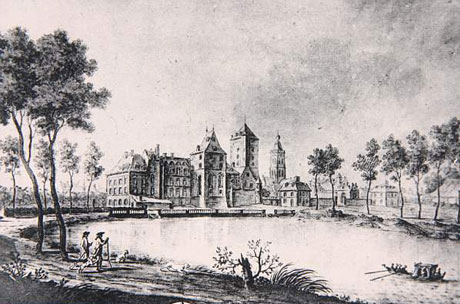
Het kasteel van Edingen in 1781 door Bernard Charles Ridderbosch

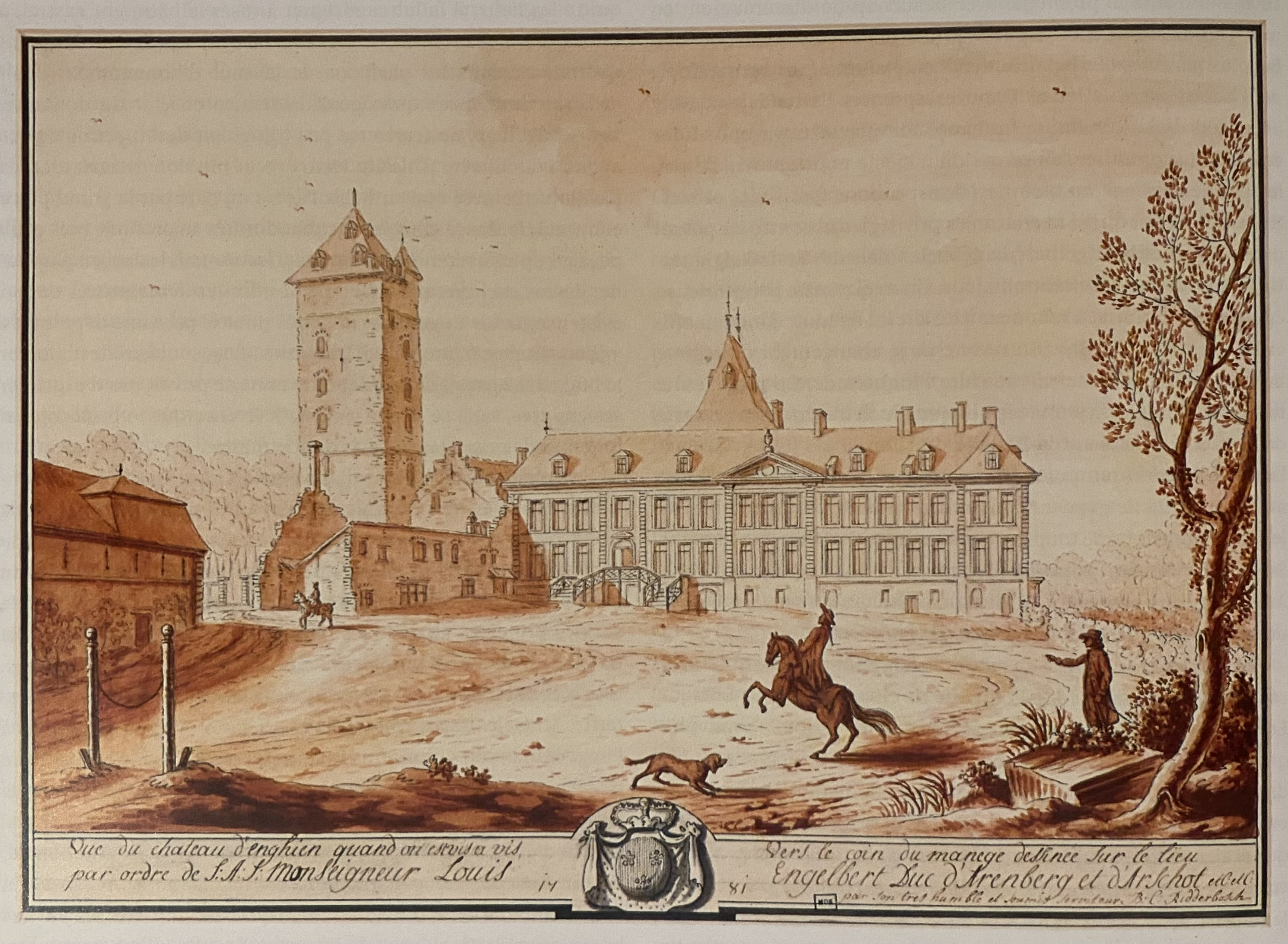
Het kasteel van Edingen in 1781 door Bernard Charles Ridderbosch

Het Kasteel van Edingen is een kasteel in de Belgische stad Edingen in de provincie Henegouwen. Het huidige kasteel is gebouwd in 1913 op de plek van de orangerie van het vroegere kasteel. Het werd in opdracht van François Empain getekend door architect Alexandre Marcel in Lodewijk XVI-stijl. Het kasteel is omgeven door een park van 182 ha en bevat een aantal monumentale bomen. De kapeltoren is nog het enige restant van het middeleeuwse kasteel.

## Geschiedenis
Het grondgebied wordt voor het eerst vermeld in 956 en was een van de vierenveertig baronieën van het graafschap Henegouwen, in handen van het huis Edingen. In de 11e eeuw moet er al een met slotgrachten omringde burcht hebben gestaan die is afgebroken door Boudewijn V van Henegouwen maar in het begin van de 13e eeuw herbouwd op de plaats van de huidige toegang tot het park. Na de dood van Lodewijk van Edingen in 1394 ging de baronie over in handen van Lodewijks schoonzoon Jan van Luxemburg-Ligny van het huis Luxemburg en in 1485 naar het huis Frankrijk. Graaf Peter II van Saint-Pol laat de aan zijn kasteel grenzende bossen ommuren om er de jacht te kunnen uitoefenen en op het slot en het domein wordt in 1485 wordt het huwelijk gevierd van zijn dochter Françoise met Filips van Kleef. In de eerste helft van de 16e eeuw kwam Edingen via een huwelijk in het bezit van het huis Bourbon.
Uiteindelijk verkocht koning Hendrik IV van Frankrijk de heerlijkheid in 1607 aan Karel van Arenberg en Anna van Croÿ-Chimay. Zo kwam het domein aan het huis Arenberg. Het gebouw werd gerestaureerd en verfraaid en de tuin werd aangelegd en ommuurd. In de 17e eeuw gold die als een van de mooiste Franse tuinen van Europa en diende als voorbeeld voor Versailles. Onder de Franse bezetting en annexatie werd het kasteel geplunderd. Toen de Arenbergs het terugkregen, was het zo erg in verval geraakt dat hertog (graaf) Lodewijk Engelbert van Arenberg het in 1806 met de grond liet gelijkmaken. Eerder was het landhuis dat hij op het domein had laten bouwen (1786) bij de inhuldiging in vlammen opgegaan.
In 1913 nam François Empain het landgoed voor veertig jaar in erfpacht, onder verbintenis om er een nieuw kasteel op te richten. Na de Eerste Wereldoorlog werden alle bezittingen van de Arenbergs onder sekwester geplaatst, inclusief hun Edingse domein. François Empain kon een openbare verkoop niet verhinderen, en zag zich gedwongen er in 1924 de som van 3.260.000 frank voor neer te tellen.
De Empains stonden in de Tweede Wereldoorlog aan de Duitse kant. Deze geschiedenissen zijn er niet vreemd aan dat de Edingers zich bij de talentellingen van 1920, 1930 en 1947 meer en meer als Franstalig bekenden en dat de stad in 1962 bij het vastleggen van de taalgrens in België in het Franse taalgebied is terechtgekomen.
In 1986 verwierf de stad Edingen het domein en stelde het kasteel open voor allerlei gelegenheden.